# Coupe du monde de ski acrobatique 1984-1985
Navigation
Édition précédente Édition suivante
La Coupe du monde de ski acrobatique 1984-1985 est la sixième édition de la Coupe du monde de ski acrobatique organisée par la Fédération internationale de ski, la première à se dérouler sur deux années civile puisqu'elle commence en décembre 1984 et se termine en mars 1985. Elle inclut quatre épreuves : les bosses, le saut acrobatique, le ballet et le combiné, une combinaison des trois autres.
 
La suisse Conny Kissling et le canadien Alain LaRoche conservent leurs titres (le troisième consécutif pour Kissling, le second pour LaRoche).

## Déroulement de la compétition
La saison est composée de dix étapes, trois en Amérique du Nord puis sept en Europe, et se déroule du 11 décembre 1984 au 24 mars 1985. Pour chacune d'entre elles, pour les femmes comme pour les hommes, il y a trois épreuves et quatre podiums : le saut acrobatique, le ski de bosses, le ballet (ou acroski) et le combiné qui est la combinaison des résultats des trois autres. Certaines stations ne disposent pas des installations nécessaires pour les trois types d'épreuves et en délocalisent une partie. C'est par exemple le cas des stations françaises de Le Sauze et Pra-Loup qui se partagent une étape : saut acrobatique et ballet pour la première et ski de bosses (et donc combiné) pour la seconde.
Double tenante du titre, la suisse Conny Kissling conserve une nouvelle fois son titre alors que le canadien Alain LaRoche remporte son second. Après avoir terminée cinq fois de suite seconde du classement du ballet la française Christine Rossi remporte son premier titre devant la quadruple championne du monde de la spécialité Jan Bucher.
| \| Mont Gabriel Lake Placid Breckenridge \| Sites des compétitions de ski acrobatique en Amérique du Nord |
| Mont Gabriel Lake Placid Breckenridge                                                                     |

| Mont Gabriel Lake Placid Breckenridge |

| \| Tignes Le Sauze Pra-Loup Kranjska Gora Oberjoch Mariazell Pila La Clusaz \| Sites des compétitions de ski acrobatique dans les Alpes |
| Tignes Le Sauze Pra-Loup Kranjska Gora Oberjoch Mariazell Pila La Clusaz                                                                |

| Tignes Le Sauze Pra-Loup Kranjska Gora Oberjoch Mariazell Pila La Clusaz |

| \| Sälen \| Site des compétitions de ski acrobatique en Scandinavie |
| Sälen                                                               |

| Sälen |

| \| Mont Gabriel Lake Placid Breckenridge \| Sites des compétitions de ski acrobatique en Amérique du Nord |
| Mont Gabriel Lake Placid Breckenridge                                                                     |

| Mont Gabriel Lake Placid Breckenridge |

| \| Tignes Le Sauze Pra-Loup Kranjska Gora Oberjoch Mariazell Pila La Clusaz \| Sites des compétitions de ski acrobatique dans les Alpes |
| Tignes Le Sauze Pra-Loup Kranjska Gora Oberjoch Mariazell Pila La Clusaz                                                                |

| Tignes Le Sauze Pra-Loup Kranjska Gora Oberjoch Mariazell Pila La Clusaz |

| \| Sälen \| Site des compétitions de ski acrobatique en Scandinavie |
| Sälen                                                               |

| Sälen |

## Classements

### Général
| Rang | Nom            | Points |
| ---- | -------------- | ------ |
| 1    | Alain LaRoche  | 71.00  |
| 2    | Éric Laboureix | 64.00  |
| 3    | Chris Simboli  | 58.00  |
| 4    | Mike Nemesvary | 55.00  |
| 5    | John Witt      | 50.00  |

| Rang | Nom                   | Points |
| ---- | --------------------- | ------ |
| 1    | Conny Kissling        | 39.00  |
| 2    | Meredith Gardner      | 27.00  |
| 3    | Anna Fraser           | 20.00  |
| 4    | Silvia Marciandi (it) | 18.00  |
| 5    | Melanie Palenik (en)  | 13.00  |

### Saut acrobatique
| Rang | Nom               | Points |
| ---- | ----------------- | ------ |
| 1    | Lloyd Langlois    | 150.00 |
| 2    | Alain LaRoche     | 139.00 |
| 3    | Yves LaRoche      | 136.00 |
| 4    | Mike Nemesvary    | 136.00 |
| 5    | Jean-Marc Bacquin | 133.00 |

| Rang | Nom               | Points |
| ---- | ----------------- | ------ |
| 1    | Eveline Wirth     | 84.00  |
| 2    | Conny Kissling    | 76.00  |
| 3    | Andrea Amann      | 69.00  |
| 4    | Meredith Gardner  | 64.00  |
| 5    | Catherine Frarier | 57.00  |

### Ballet
| Rang | Nom                | Points |
| ---- | ------------------ | ------ |
| 1    | Hermann Reitberger | 174.00 |
| 2    | Richard Schabl     | 170.00 |
| 3    | Éric Laboureix     | 154.00 |
| 4    | Chris Simboli      | 153.00 |
| 5    | Georg Fürmeier     | 143.00 |

| Rang | Nom             | Points |
| ---- | --------------- | ------ |
| 1    | Christine Rossi | 82.00  |
| 2    | Jan Bucher      | 80.00  |
| 3    | Conny Kissling  | 76.00  |
| 4    | Lucie Barma     | 65.00  |
| 5    | Ellen Breen     | 62.00  |

### Bosses
| Rang | Nom             | Points |
| ---- | --------------- | ------ |
| 1    | Philippe Bron   | 166.00 |
| 2    | Steve Desovich  | 164.00 |
| 3    | Cooper Schell   | 151.00 |
| 4    | Jean Dutruilh   | 145.00 |
| 5    | Philippe Deiber | 144.00 |

| Rang | Nom               | Points |
| ---- | ----------------- | ------ |
| 1    | Mary Jo Tiampo    | 79.00  |
| 2    | Hayley Wolff      | 70.00  |
| 3    | Catherine Frarier | 70.00  |
| 4    | Conny Kissling    | 62.00  |
| 5    | Erika Gallizzi    | 61.00  |

### Combiné
| Rang | Nom            | Points |
| ---- | -------------- | ------ |
| 1    | Alain LaRoche  | 90.00  |
| 2    | Chris Simboli  | 80.00  |
| 3    | Éric Laboureix | 79.00  |
| 4    | Mike Nemesvary | 74.00  |
| 5    | Murray Cluff   | 69.00  |

| Rang | Nom              | Points |
| ---- | ---------------- | ------ |
| 1    | Conny Kissling   | 48.00  |
| 2    | Meredith Gardner | 42.00  |
| 3    | Anna Fraser      | 37.00  |
| 4    | Silvia Marciandi | 32.00  |
| 5    | Melanie Palenik  | 27.00  |

## Calendrier et podiums

### Hommes
| Date             | Lieu          | Épreuve | Vainqueur                  | Second                     | Troisième                    |
| ---------------- | ------------- | ------- | -------------------------- | -------------------------- | ---------------------------- |
| 11 décembre 1984 | Tignes        | Ballet  | Lane Spina                 | Information non disponible | Information non disponible   |
| 12 décembre 1984 | Tignes        | Bosses  | Philippe Bron              | Éric Berthon               | Steve Desovich               |
| 13 décembre 1984 | Tignes        | Saut    | Yves LaRoche               | Alain LaRoche              | Didier Méda                  |
| 13 décembre 1984 | Tignes        | Combiné | Alain LaRoche              | Éric Laboureix             | Bruce Bolesky                |
| 11 janvier 1985  | Mont Gabriel  | Bosses  | Philippe Bron              | Mauro Mottini              | Philippe Deiber              |
| 12 janvier 1985  | Mont Gabriel  | Ballet  | Information non disponible | Information non disponible | Chris Simboli                |
| 13 janvier 1985  | Mont Gabriel  | Saut    | Lloyd Langlois             | Alain LaRoche              | Mike Nemesvary               |
| 13 janvier 1985  | Mont Gabriel  | Combiné | Alain LaRoche              | Mike Nemesvary             | Bruce Bolesky                |
| 18 janvier 1985  | Lake Placid   | Bosses  | Cooper Schell              | Philippe Deiber            | Steve Desovich               |
| 19 janvier 1985  | Lake Placid   | Ballet  | Information non disponible | Information non disponible | Lane Spina                   |
| 20 janvier 1985  | Lake Placid   | Saut    | Yves LaRoche               | Lloyd Langlois             | Jean-Marc Bacquin            |
| 20 janvier 1985  | Lake Placid   | Combiné | Alain LaRoche              | Chris Simboli              | Éric Laboureix               |
| 21 janvier 1985  | Lake Placid   | Saut    | Lloyd Langlois             | Yves LaRoche               | Mike Nemesvary               |
| 25 janvier 1985  | Breckenridge  | Ballet  | Information non disponible | Information non disponible | Éric Sampson                 |
| 26 janvier 1985  | Breckenridge  | Bosses  | Bill Keenan                | Philippe Bron              | Steve Desovich               |
| 27 janvier 1985  | Breckenridge  | Saut    | Lloyd Langlois             | Mike Nemesvary             | Didier Méda                  |
| 27 janvier 1985  | Breckenridge  | Combiné | Alain LaRoche              | Chris Simboli              | Éric Laboureix               |
| 1er février 1985 | Le Sauze      | Ballet  | Information non disponible | Information non disponible | Chris Simboli                |
| 2 février 1985   | Le Sauze      | Saut    | jean-Marc Bacquin          | ' Lloyd Langlois           | Mike Nemesvary               |
| 3 février 1985   | Pra-Loup      | Bosses  | Cooper Schell              | Éric Berthon               | Jean Dutruilh                |
| 3 février 1985   | Pra-Loup      | Combiné | Éric Laboureix             | Alain LaRoche              | Murray Cluff                 |
| 20 février 1985  | Kranjska Gora | Ballet  | Information non disponible | Information non disponible | Richard Pierce Chris Simboli |
| 21 février 1985  | Kranjska Gora | Saut    | Lloyd Langlois             | jean-Marc Bacquin          | Chris Simboli                |
| 1er mars 1985    | Oberjoch      | Ballet  | Éric Laboureix             | Information non disponible | Chris Simboli                |
| 2 mars 1985      | Oberjoch      | Bosses  | Éric Laboureix             | Jean Dutruilh              | Steve Desovich               |
| 3 mars 1985      | Oberjoch      | Saut    | Lloyd Langlois             | Alain LaRoche              | Kris Feddersen (pl)          |
| 3 mars 1985      | Oberjoch      | Combiné | Éric Laboureix             | John Witt                  | Chris Simboli                |
| 7 mars 1985      | Mariazell     | Bosses  | Cooper Schell              | Nelson Carmichael          | Philippe Deiber              |
| 9 mars 1985      | Mariazell     | Ballet  | Information non disponible | Éric Laboureix             | Information non disponible   |
| 12 mars 1985     | Pila          | Bosses  | Bernard Brant              | Philippe Bron              | Mauro Mottini                |
| 12 mars 1985     | Pila          | Combiné | Alain LaRoche              | Chris Simboli              | Mike Nemesvary               |
| 16 mars 1985     | La Clusaz     | Bosses  | Steve Desovich             | Philippe Bron              | Éric Laboureix               |
| 17 mars 1985     | La Clusaz     | Ballet  | Information non disponible | Information non disponible | Jacques Dumaine              |
| 18 mars 1985     | La Clusaz     | Saut    | Épreuve annulée.           | Épreuve annulée.           | Épreuve annulée.             |
| 18 mars 1985     | La Clusaz     | Combiné | Épreuve annulée.           | Épreuve annulée.           | Épreuve annulée.             |
| 22 mars 1985     | Sälen         | Ballet  | Information non disponible | Rune Kristiansen           | Richard Pierce               |
| 23 mars 1985     | Sälen         | Saut    | Lloyd Langlois             | Chris Simboli              | Chris Fedddersen             |
| 24 mars 1985     | Sälen         | Bosses  | Steve Desovich             | Philippe Bron              | Philippe Deiber              |
| 24 mars 1985     | Sälen         | Combiné | Alain LaRoche              | Murray Cluff               | Chris Simboli                |

### Femmes
| Date             | Lieu          | Épreuve | Vainqueur         | Second            | Troisième              |
| ---------------- | ------------- | ------- | ----------------- | ----------------- | ---------------------- |
| 11 décembre 1984 | Tignes        | Ballet  | Christine Rossi   | Jan Bucher        | Ellen Breen            |
| 12 décembre 1984 | Tignes        | Bosses  | Catherine Frarier | Erika Gallizzi    | Mary Jo Tiampo         |
| 13 décembre 1984 | Tignes        | Saut    | Meredith Gardner  | Conny Kissling    | Carin Hernskog         |
| 13 décembre 1984 | Tignes        | Combiné | Conny Kissling    | Meredith Gardner  | Anna Fraser            |
| 11 janvier 1985  | Mont Gabriel  | Bosses  | Hayley Wolff      | Catherine Frarier | Erika Gallizzi         |
| 12 janvier 1985  | Mont Gabriel  | Ballet  | Jan Bucher        | Conny Kissling    | Ellen Breen            |
| 13 janvier 1985  | Mont Gabriel  | Saut    | Conny Kissling    | Andrea Amann      | Dorene Bourque         |
| 13 janvier 1985  | Mont Gabriel  | Combiné | Conny Kissling    | Meredith Gardner  | Anna Fraser            |
| 18 janvier 1985  | Lake Placid   | Bosses  | Maria Quintana    | Conny Kissling    | Meredith Gardner       |
| 19 janvier 1985  | Lake Placid   | Ballet  | Conny Kissling    | Meredith Gardner  | Anne Dowling           |
| 20 janvier 1985  | Lake Placid   | Saut    | Conny Kissling    | Mary Jo Tiampo    | Catherine Frarier      |
| 20 janvier 1985  | Lake Placid   | Combiné | Conny Kissling    | Christine Rossi   | Jan Bucher             |
| 21 janvier 1985  | Lake Placid   | Saut    | Meredith Gardner  | Maria Quintana    | Andrea Amann           |
| 25 janvier 1985  | Breckenridge  | Ballet  | Jan Bucher        | Conny Kissling    | Christine Rossi        |
| 26 janvier 1985  | Breckenridge  | Bosses  | Haylay Wolff      | Madeline Uvhagen  | Catherine Frarier      |
| 27 janvier 1985  | Breckenridge  | Saut    | Meredith Gardner  | Conny Kissling    | Andrea Amann           |
| 27 janvier 1985  | Breckenridge  | Combiné | Conny Kissling    | Meredith Gardner  | Anna Fraser            |
| 1er février 1985 | Le Sauze      | Ballet  | Christine Rossi   | Jan Bucher        | Meredith Gardner       |
| 2 février 1985   | Le Sauze      | Saut    | Meredith Gardner  | Conny Kissling    | Carin Hernskog         |
| 3 février 1985   | Pra-Loup      | Bosses  | Mary Jo Tiampo    | Hayley Wolff      | Charlotte Zaccariassen |
| 3 février 1985   | Pra-Loup      | Combiné | Conny Kissling    | Silvia Marciandi  | Meredith Gardner       |
| 20 février 1985  | Kranjska Gora | Ballet  | Conny Kissling    | Christine Rossi   | Jan Bucher             |
| 21 février 1985  | Kranjska Gora | Saut    | Meredith Gardner  | Conny Kissling    | Anna Fraser            |
| 1er mars 1985    | Oberjoch      | Ballet  | Christine Rossi   | Jan Bucher        | Lucie Barma            |
| 2 mars 1985      | Oberjoch      | Bosses  | Mary Jo Tiampo    | Laura Colnaghi    | Hayley Wolff           |
| 3 mars 1985      | Oberjoch      | Saut    | Meredith Gardner  | Carin Hernskog    | Maria Quintana         |
| 3 mars 1985      | Oberjoch      | Combiné | Conny Kissling    | Meredith Gardner  | Silvia Marciandi       |
| 7 mars 1985      | Mariazell     | Bosses  | Mary Jo Tiampo    | Silvia Marciandi  | Conny Kissling         |
| 9 mars 1985      | Mariazell     | Ballet  | Christine Rossi   | Jan Bucher        | Conny Kissling         |
| 12 mars 1985     | Pila          | Bosses  | Silvia Marciandi  | Leelee Morrisson  | Mary Jo Tiampo         |
| 12 mars 1985     | Pila          | Combiné | Conny Kissling    | Silvia Marciandi  | Anna Fraser            |
| 16 mars 1985     | La Clusaz     | Bosses  | Hayley Wolff      | Silvia Marciandi  | Leelee Morrisson       |
| 17 mars 1985     | La Clusaz     | Ballet  | Christine Rossi   | Jan Bucher        | Conny Kissling         |
| 18 mars 1985     | La Clusaz     | Saut    | Meredith Gardner  | Carin Hernskog    | Anna Fraser            |
| 18 mars 1985     | La Clusaz     | Combiné | Silvia Marciandi  | Anna Fraser       | Meredith Gardner       |
| 22 mars 1985     | Sälen         | Ballet  | Jan Bucher        | Christine Rossi   | Lucie Barma            |
| 23 mars 1985     | Sälen         | Saut    | Susanna Antonsson | Andrea Amann      | Meredith Gardner       |
| 24 mars 1985     | Sälen         | Bosses  | Mary Jo Tiampo    | Catherine Frarier | Erika Gallizzi         |
| 24 mars 1985     | Sälen         | Combiné | Janice Cannon     | Meredith Gardner  | Anna Fraser            |